# Jesús García (periodista)
Jesús García Sánchez Colomer (Madrid, España, 24 de mayo de 1977) es un periodista, columnista, documentalista y escritor Católico reconocido por sus libros y documentales periodísticos sobre las Apariciones marianas de Medjugorje. Es fundador de la Fundación Gospa Arts.

## Biografía
Jesús García Sánchez Colomer nació en Madrid, España, el 24 de mayo de 1977, estudió Diseño Gráfico. Formó parte del equipo fundador del Semanario Alba, publicación española especializada en prensa religiosa. 
Como escritor ha publicado varios libros, ampliamente difundidos en España y América Latina, sobre temática religiosa y social. La temática que le ha llevado a la fama como escritor es el fenómeno de las supuestas Apariciones marianas de Medjugorje en la localidad de Medjugorje (Bosnia y Herzegovina). Es miembro fundador de la empresa española de comunicación Gospa Arts, que produce documentos audiovisuales y edita libros.

## Libros
- Jesús García (2009). Medjugorje. Editorial Gospa Arts. ISBN 978-84-945713-6-7.. Indagación y divulgación de la historia de las apariciones de la Virgen María en Međugorje, Bosnia-Herzegovina.

- Jesús García (2011). Tíos con suerte. Cobel Ediciones. ISBN ISBN: 978-84-15024-58-3 |isbn= incorrecto (ayuda).

- Jesús García (2011). ¿Qué hace una chica como tú en un sitio como este?. Editorial LibrosLibres. ISBN 978-84-92654-68-0.. Testimonios de diez monjas que desgranan su vocación.

- Jesús García (2012). Esclavos en el paraíso. Editorial LibrosLibres. ISBN 978-84-15-57004-2.. Testimonio de la labor del misionero Christopher Hartley en la República Dominicana.

- Jesús García (2013). Estamos de vuelta. Editorial LibrosLibres. ISBN ISBN: 9788415570264 |isbn= incorrecto (ayuda).
- Jesús García (2014). Ángel Leonor. Editorial Gospa Arts. ISBN ISBN: 978-8494571312 |isbn= incorrecto (ayuda).

- Jesús García (2016). El proyecto Magdala . Editorial Gospa Arts. ISBN ISBN: 978-8494571305 |isbn= incorrecto (ayuda).. Sobre los recientes hallazgos arqueológicos en Magdala (Israel).

## Vídeos
- Entrevista en Cambio de agujas (parte I)
- Entrevista en Cambio de agujas (parte II)
- Cortometraje Mater Misericordiae. 2016